# 1967 w informatyce
Kalendarium informatyczne 1967 roku
- Seymour Papert stworzył pierwszą wersję języka programowania Logo[1].
- Rada Wzajemnej Pomocy Gospodarczej zdecydowała się na wprowadzenie Jednolitego Systemu Elektronicznych Maszyn Cyfrowych (systemu RIAD) w komputerach produkowanych przez członków organizacji[2].